# Моннуайе, Жан-Батист
Жан-Батист Моннуайе (фр. Jean-Baptiste Monnoyer; 19 июля 1636, Лилль — 16 февраля 1699, Лондон) — французский живописец и гравёр фламандского происхождения. Мастер изображения «цветов и фруктов».

## Биография
Жан-Батист родился в Лилле. После учёбы в Антверпене он в молодом возрасте, вероятно, около 1650 года, прибыл в Париж. Работал по оформлению интерьеров Отеля Ламбер и Отеля Лозен. Шарль Лебрен, первый живописец короля Людовика XIV, нанял его для декоративных росписей в замке Марли, в резиденции великого дофина, замке Мёдон, а также в Венсене, Сен-Клу и Версале. 3 октября 1665 года Моннуайе стал членом Королевской Академии живописи и скульптуры на презентации его самой известной работы «Цветы, фрукты и предметы искусства» («Fleurs, fruits, et objets d’art»; Монпелье, Музей Фабра). Он был назначен советником Академии 1 июля 1679 года, как «мастер натюрморта из цветов и фруктов». Его единственное появление в парижском салоне состоялось в 1673 году, когда «месье Батист» выставил четыре «картины с цветами». Моннуайе редко подписывал и датировал свои картины, лишь изредка появлялась подпись: «M. Baptiste», поэтому и современники чаще его называли просто «Батист».
В 1685 году Моннуайе принял предложение английского посла во Франции лорда Монтегю следовать за ним через Ла-Манш. Таким образом, он отправился в Лондон и работал там над созданием декоративных росписей в доме Монтегю, а также в Кенсингтонском дворце от имени королев Англии Марии II и Анны Английской, и для других крупных английских домов. Моннуайе умер в Лондоне 16 февраля 1699 года.
Сын художника — Антуан Моннуайе (1672—1747), по прозванию «Молодой Батист» (le jeune Baptiste) также стал живописцем в жанре цветов и фруктов. Работал в Амстердаме и Париже. Второй сын (?—1714), известный как «Брат Батист» (Frère Baptiste), отправился в Рим, стал художником и доминиканским монахом, позднее работал в Париже как «исторический живописец».

## Творчество
Как художник испытал влияние «живописца цветов и фруктов» Давидса де Хема. Его картины, изображающие цветы с ботанической точностью, всегда имели большой спрос. Альбом гравюр Моннуайе под названием «Книга всех видов цветов природы» (Le Livre de toutes sortes de fleurs d’après nature) использовали многие художники.
В качестве помощника Лебрена он работал для мануфактуры Гобеленов, готовил также картоны для шпалер на мануфактуре Бове.
Многие композиции Жана-Батиста Моннуайе были переведены в гравюры. Ему ошибочно приписывали некоторые натюрморты с цветами, созданные другими мастерами, настолько были популярны созданные им картины. Произведения Жана-Батиста Моннуайе представлены в Лувре, в Музее декоративного искусства (Лувр) в Париже, а также в музеях в Нанси и Лилля. В Государственном Эрмитаже в Санкт-Петербурге находятся две картины художника: «Цветы и собаки», «Цветы и фрукты».
В двадцатом веке американский поэт Уоллес Стивенс сослался на название сборника гравюр Моннуайе «Le Livre de toutes sortes de fleurs d’après nature» в своей философской поэме «Эстетика зла» (Esthéthique du Mal); для Стивенса «все виды цветов» олицетворяли успокаивающее и сентиментальное настроение, пытающееся решить и успокоить «все виды несчастий».

## Галерея

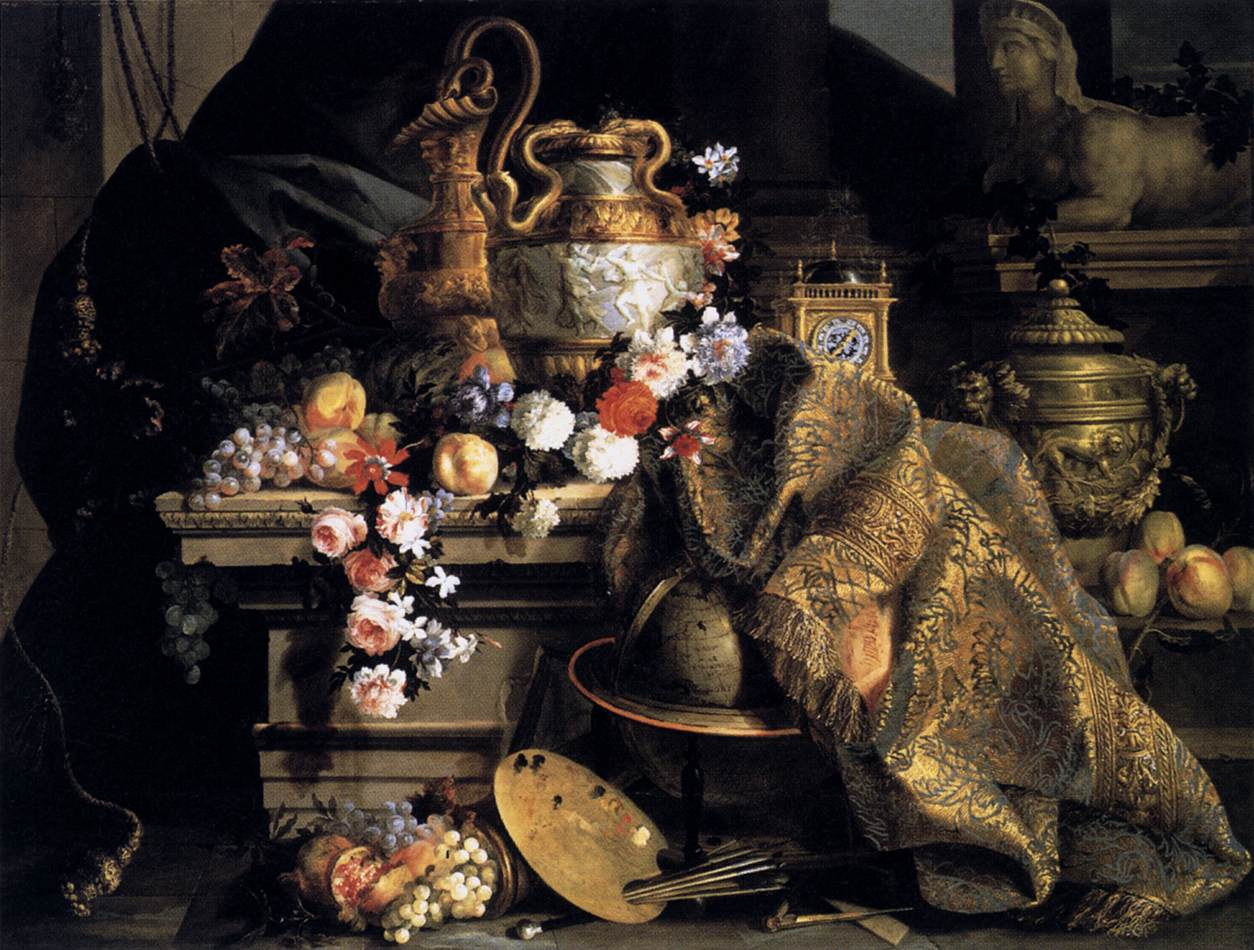
Цветы, фрукты и предметы искусства. 1665. Холст, масло. Музей Фабра, Монпелье
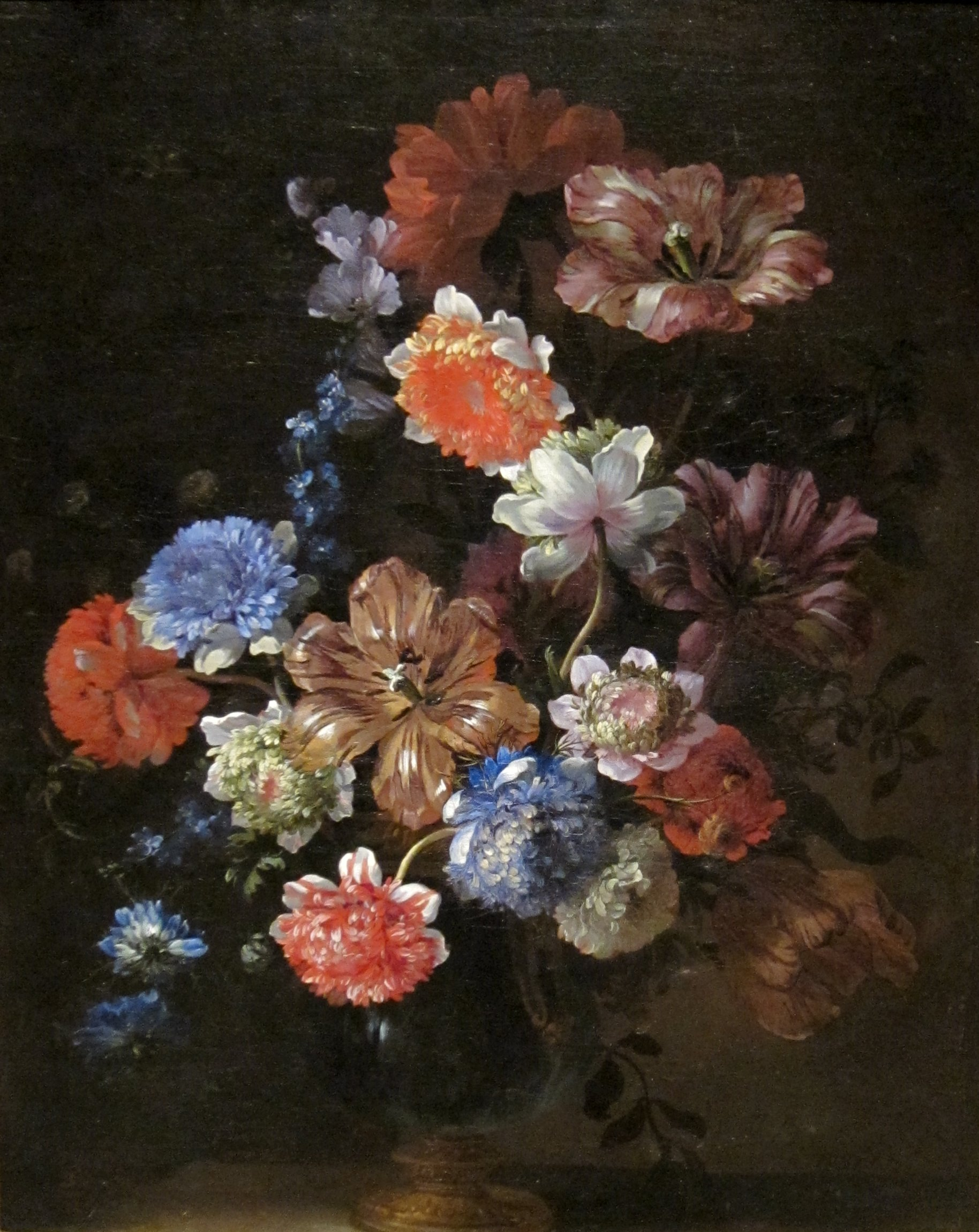
Цветы. 1696. Холст, масло. Художественный музей Цинциннати, США
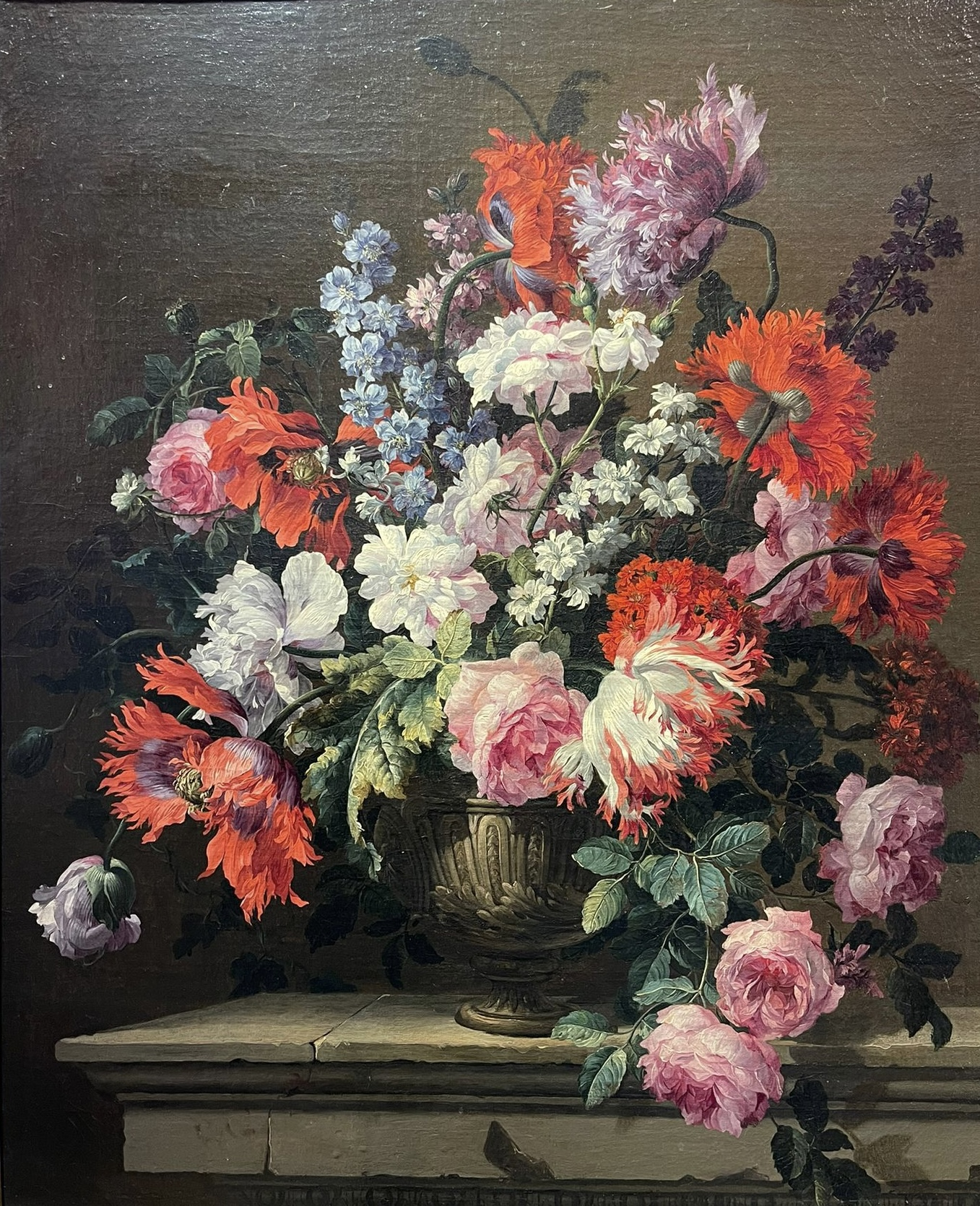
Букет на столе. 1670. Холст, масло. Частное собрание
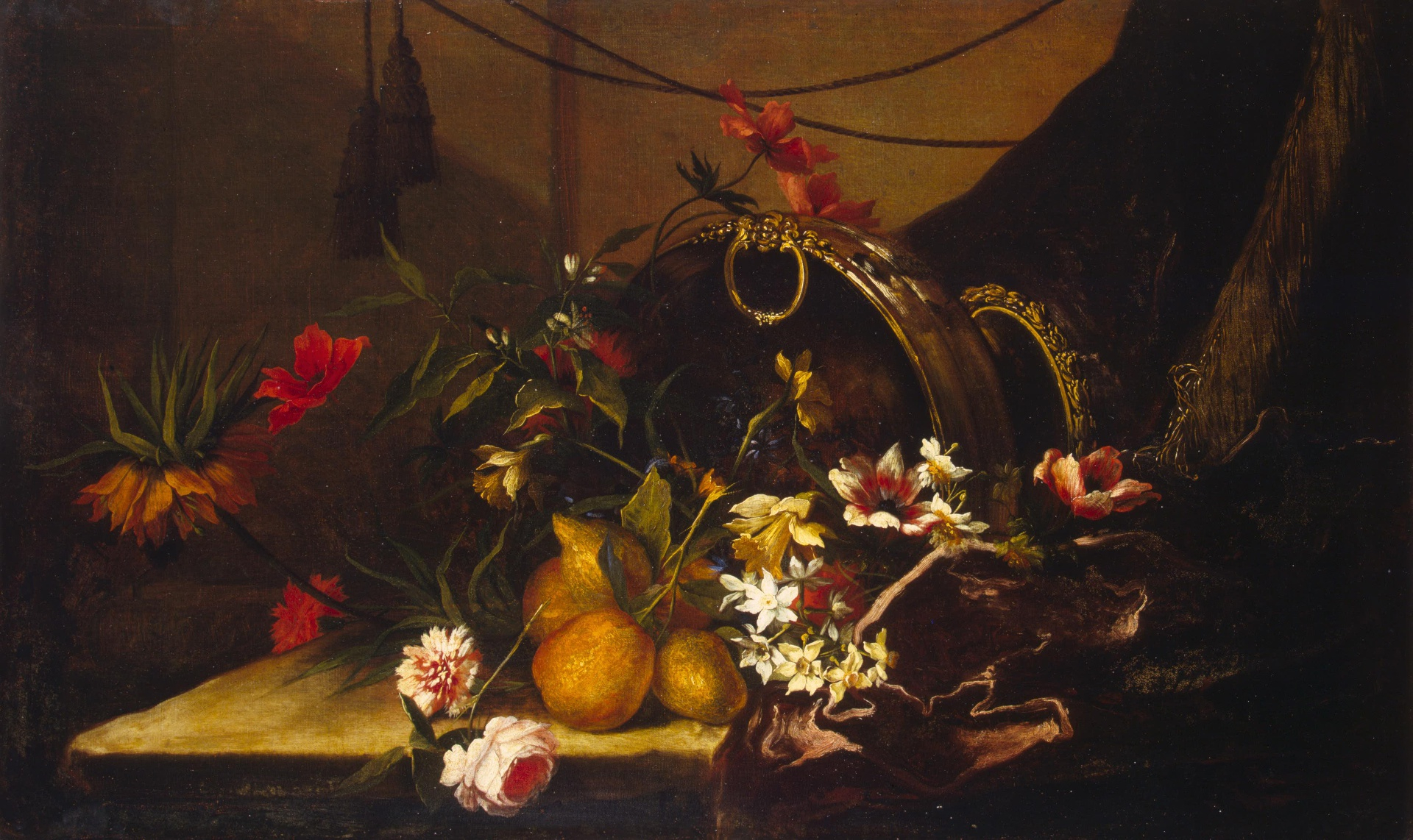
Цветы и фрукты. Ок. 1670. Холст, масло. Государственный Эрмитаж, Санкт-Петербург
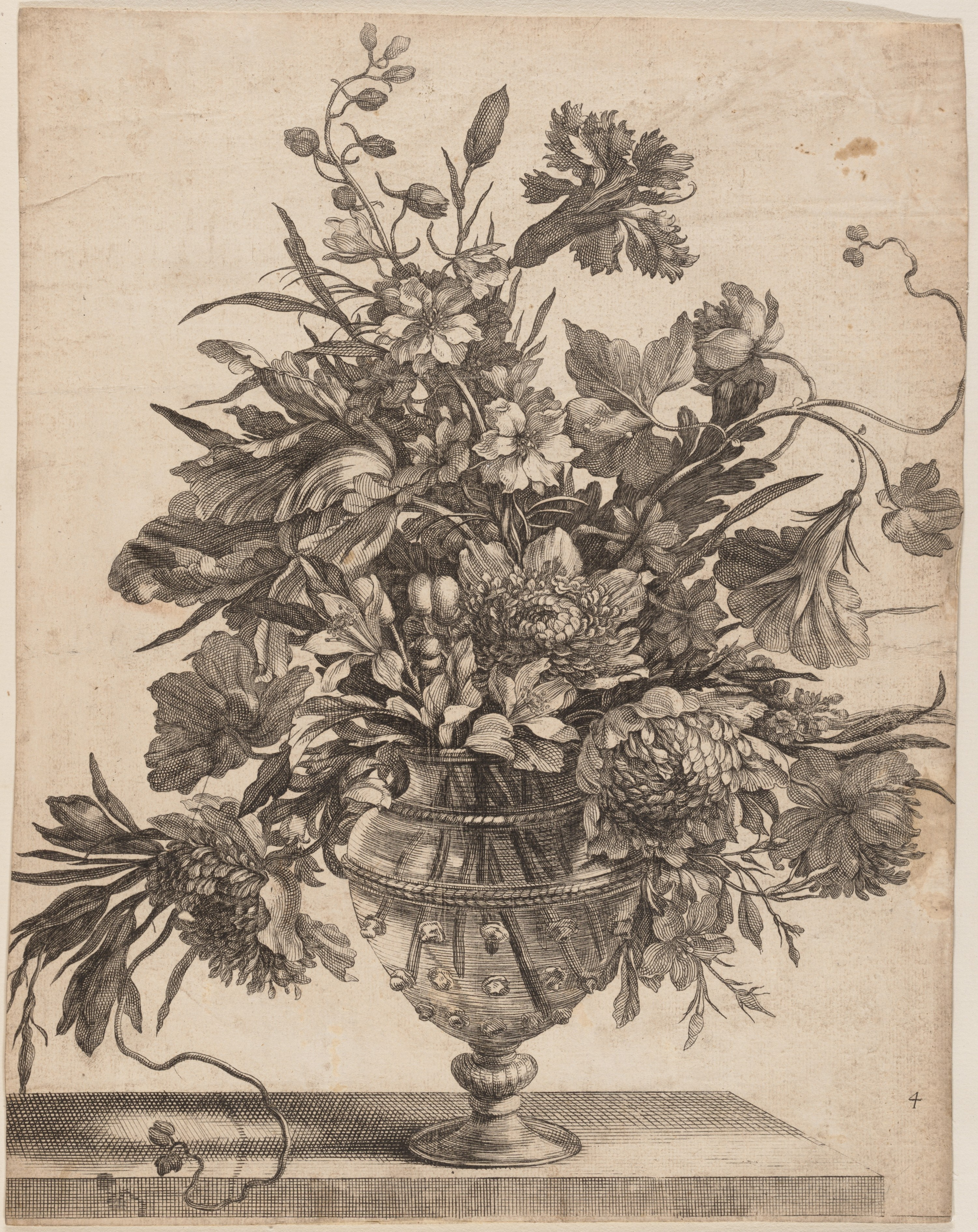
Цветы в стеклянной вазе. Офорт по картине Ж.-Б. Моннуайе. 1659
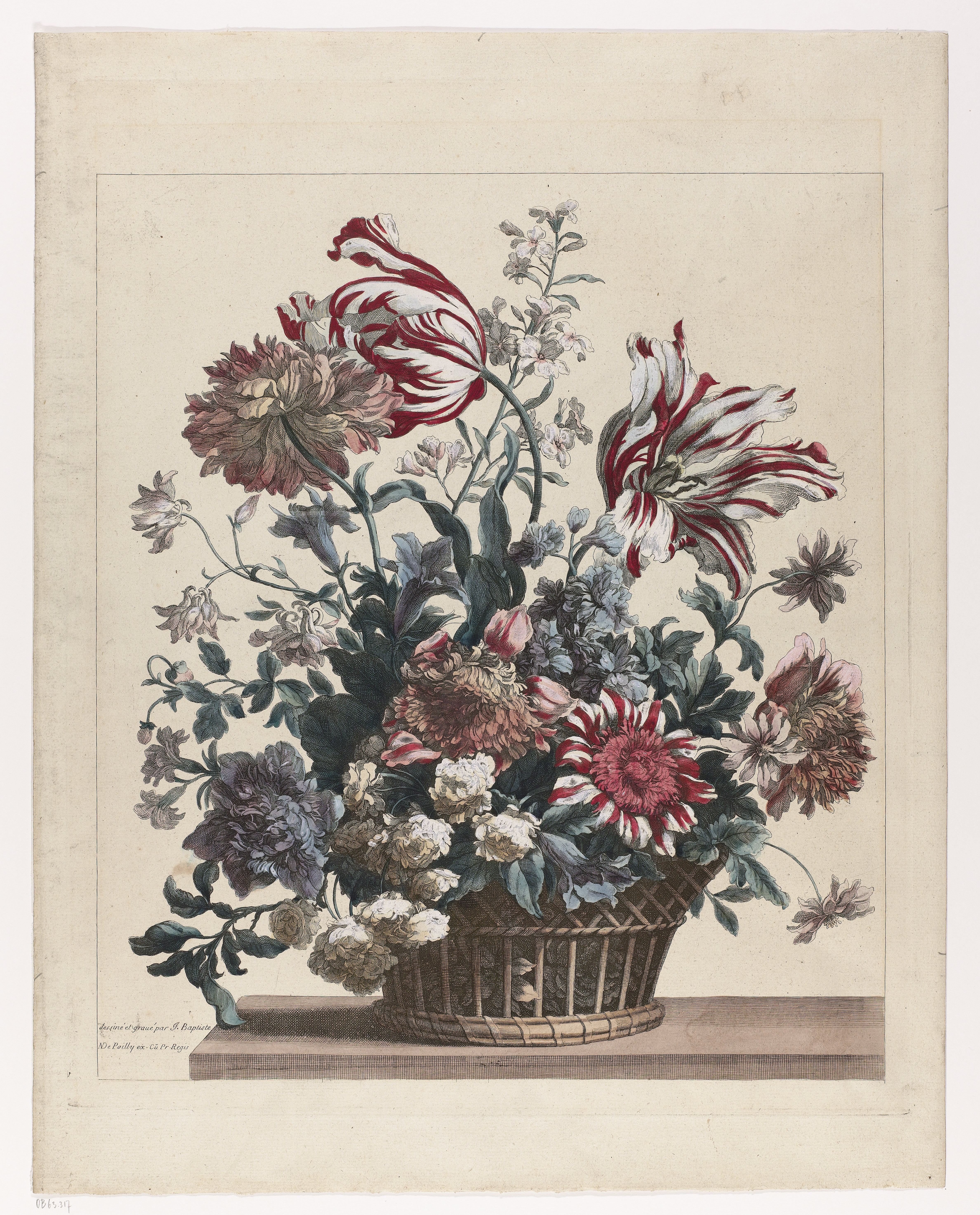
Цветы в корзине. Раскрашенный офорт. 1699
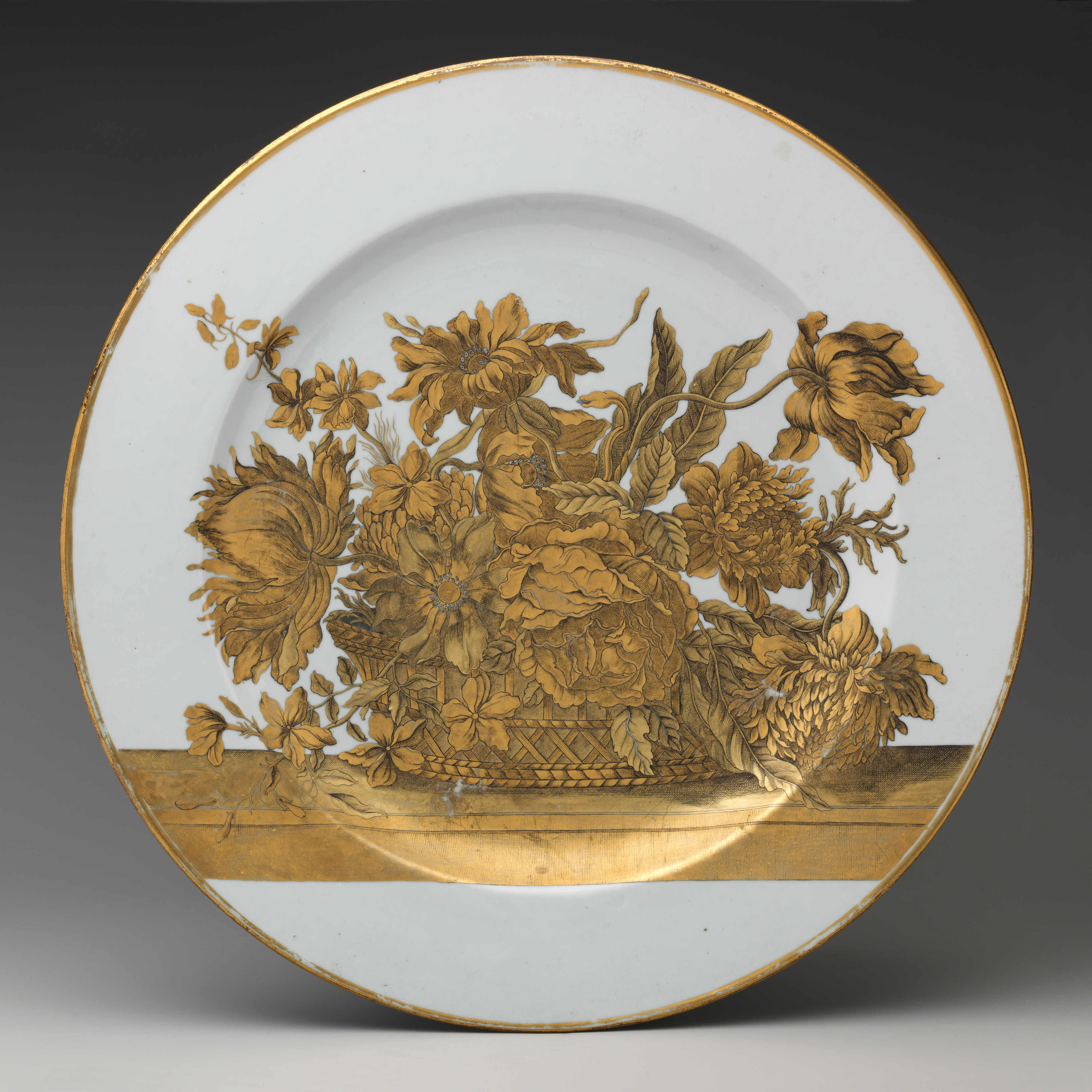
Тарелка с росписью по картине Ж.-Б. Моннуайе. Ок. 1735. Фарфор